# Wolfstraat (Maastricht)
De Wolfstraat is een straat in het centrum van de Nederlandse stad Maastricht. De straat is onderdeel van de hoofdroute tussen de Sint Servaasbrug en het Onze-Lieve-Vrouweplein. De Wolfstraat is een winkelstraat en ligt midden in het voetgangersgebied van Maastricht.

## Geschiedenis
Door archeologisch onderzoek is vastgesteld dat de Romeinse hoofdweg, tegenwoordig meestal aangeduid als Via Belgica, vanaf de kern van de nederzetting het tracé van de huidige Havenstraat in noordelijke richting volgde, iets ten oosten van de huidige Wolfstraat. Waarschijnlijk is deze hoofdroute al in de vroege middeleeuwen naar het westen opgeschoven, waardoor de voorganger van de Wolfstraat ontstond. Opgravingen hebben aangetoond dat hier, ten noorden van de nederzettingskern die vlak bij de Eerste Romeinse brug van Maastricht lag, al in de 1e eeuw na Chr. gewoond en gewerkt werd. De opgravingen bevestigen het beeld van Romeins Maastricht als een bescheiden provinciaal-Romeinse nederzetting, bestaande uit een kern van stenen gebouwen (het latere castrum bij de brug), een grote begraafplaats (op het Vrijthof) en daar tussenin langgerekte, op de weg georiënteerde percelen met gebouwen van hout en leem.

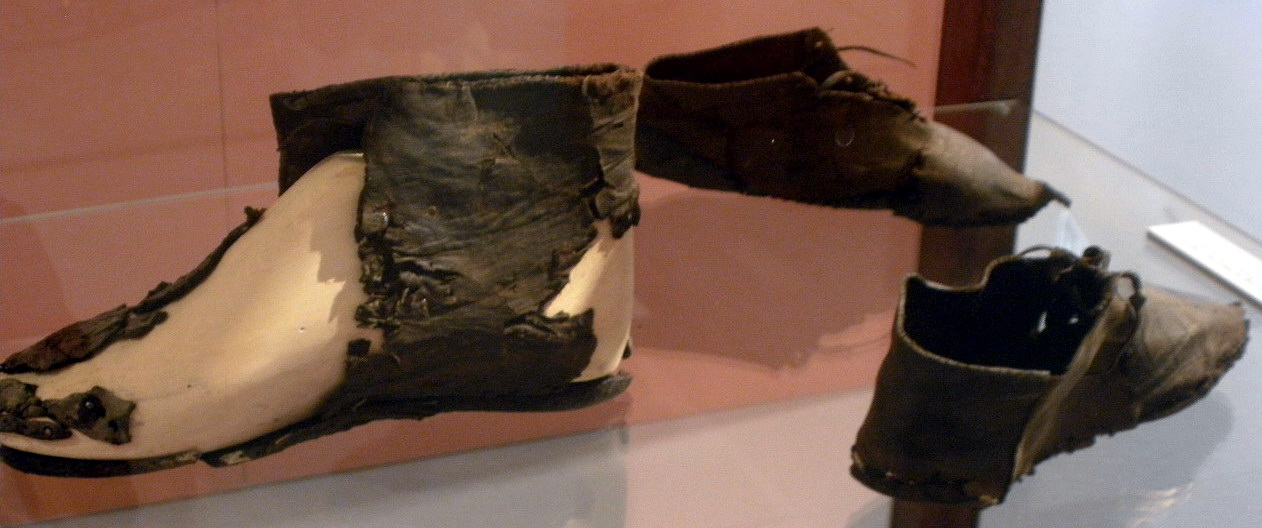
Links: 12e-eeuwse schoen, gevonden in de Wolfstraat (collectie Centre Céramique)

Een oude naam voor de Wolfstraat is 'Swevestraete' (Latijn: vicus Suevi; zo genoemd in 1320). Waarschijnlijk is de straat genoemd naar de familie Sweef of Suevus, afkomstig uit de Duitse landstreek Zwaben. Wellicht woonde eind 13e eeuw de schepen Johan Suevus (Jan der Swaf) in de Wolfstraat. In de 14e eeuw werd de naam verbasterd tot 'Swoufstraat', wat in de 16e eeuw 'Woufstraat' werd. In het Maastrichts is een wouf een wolf, vandaar Wolfstraat. In de 17e eeuw was er een huis in de straat dat In den Wolf heette.
Vóór 1377 zetelden bestuur en rechtspraak in Maastricht in één gebouw op de vroeger veel ruimere Kersenmarkt, op de plek waar Wolfstraat, Smedenstraat en Havenstraat samenkomen. Omstreeks 1377 verhuisde men naar een nieuw onderkomen, het huis De Lanscroon in de Sint-Jorisstraat (Grote Staat).
Op de zuidwestelijke hoek van de straat stond de lommerd. Hier waren in de 13e eeuw de 'Caorsini' actief, ook wel Cahorsins of Caversini genoemd, een scheldnaam oorspronkelijk bedoeld voor geldwisselaars en woekeraars afkomstig uit Cahors, later meer in het algemeen voor personen die zich met de door de Kerk verboden geldhandel bezighielden. In de 14e eeuw verdween door de komst van Italianen de naam Caorsini geleidelijk en werden de geldwisselaars 'Lombarden' genoemd.

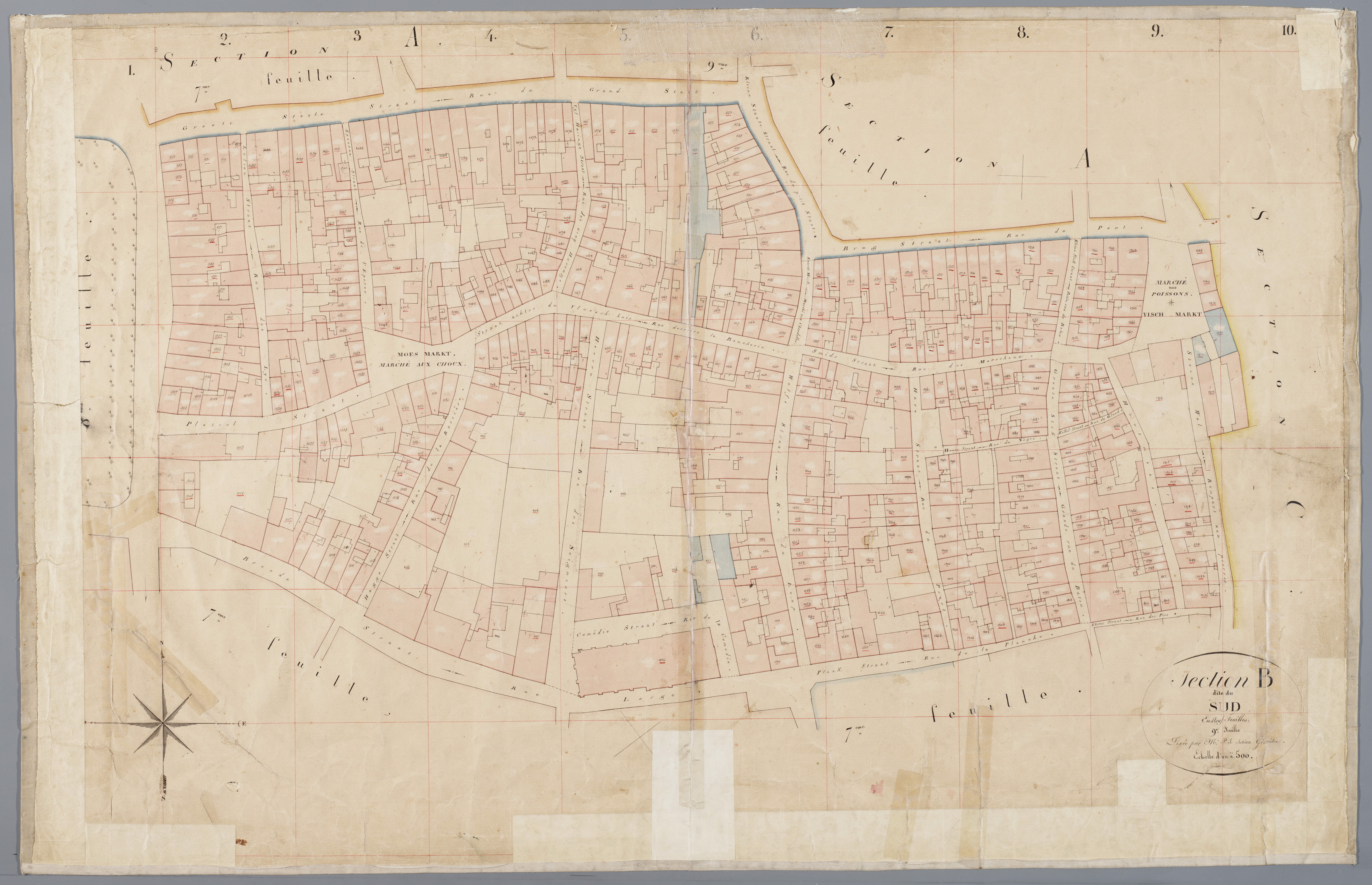
Wolfstraat en omgeving op de kadasterkaart 1823-1830

Na de Franse tijd veranderde het karakter van de centrumstraten geleidelijk, ook van de Wolfstraat. Het eerste postkantoor van Maastricht was van 1795 tot 1815 gevestigd op Wolfstraat 38. Rond 1817 werd de sigarenfabriek Philips opgericht in de panden Wolfstraat 15-17 (waar later het dagblad De Nieuwe Limburger zich zou vestigen). Een voorloper van De Nieuwe Limburger was De Limburger Koerier. Dit blad vestigde zich in 1901 vanuit Heerlen in Maastricht, in het pand Wolfstraat 9, waarin voordien een zeepziederij was gevestigd. Later verhuisde de krant naar het pand van de sigarenfabriek Philips, die in 1921 naar een nieuw fabriekspand aan de Tongerseweg was verhuisd.
In de loop van de 19e eeuw vertrokken steeds meer kleine bedrijven en handwerkslieden (zoals zilversmeden, kleermakers en schoenmakers). Ervoor in de plaats kwamen winkels, vanaf begin 20e eeuw ook filialen van grootwinkelbedrijven. Enkele bekende, verdwenen zaken in de Wolfstraat zijn: Franssen (koekfabriek), Schreurs-Denie (bakker), Ummels (slager), Nanking (Chinees restaurant), De Herberg (café), Royal (nachtclub), Zimmermann (kapsalon), Frissen-Pieters of Bloemenhuis Flora, Leiter-Nypels (boekhandel), De Slegte (boekhandel), Gerard Hack (devotionalia), Hustinx (lederwaren) en de PLEM-winkel (elektra).
De laatste jaren hebben vrijwel alle lokale winkels plaats gemaakt voor winkelketens en franchise-ondernemingen. Begin jaren zeventig werd de straat voetgangersgebied. Begin 21e eeuw is het gehele kernwinkelgebied van Maastricht gerenoveerd, waarbij ook de bestrating, het straatmeubilair en de straatverlichting in de Wolfstraat zijn vernieuwd.
Naoorlogse ontwikkeling van de straat in beeld

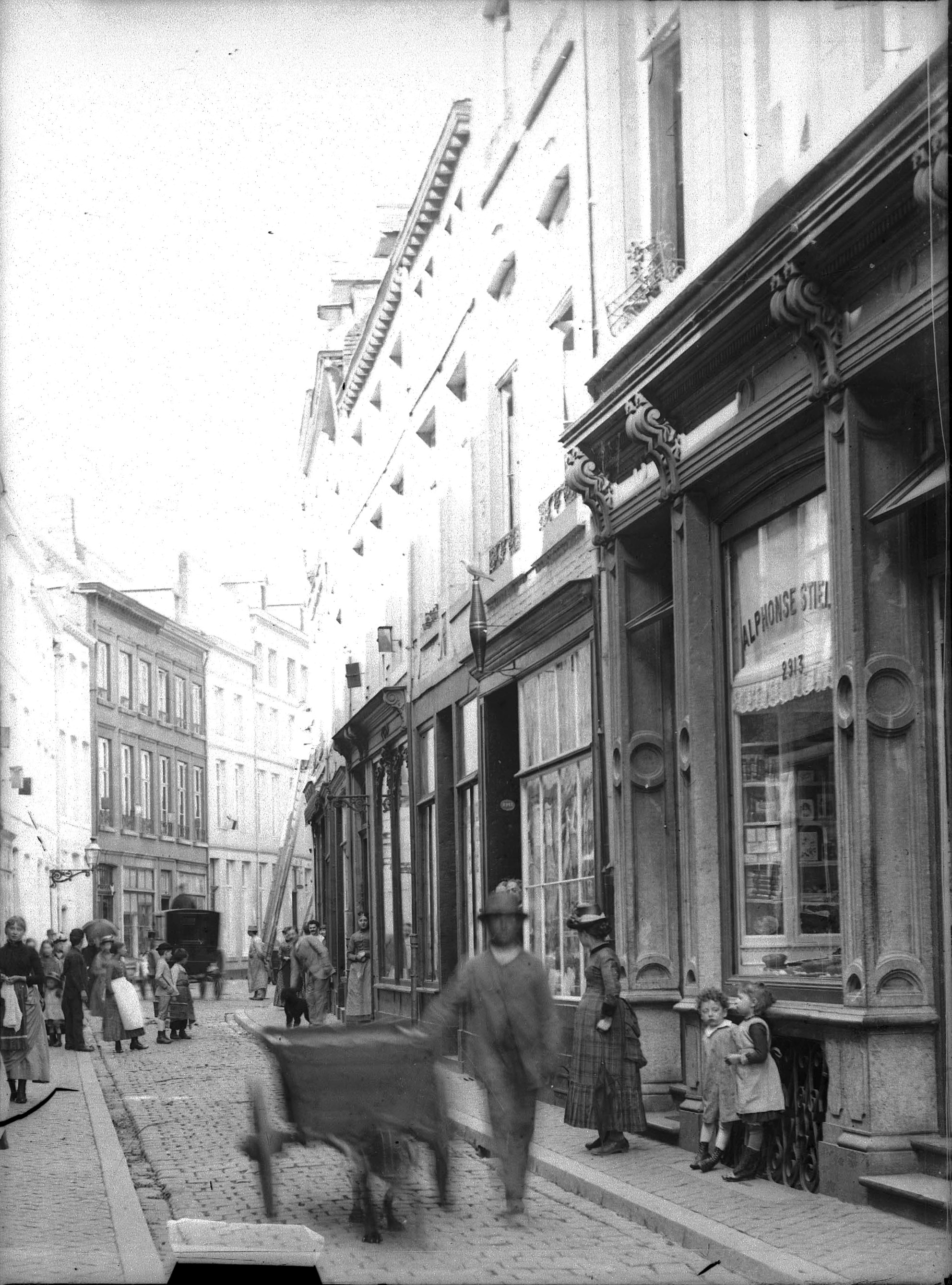
Omgeving Wolfstraat 39, voor 1888
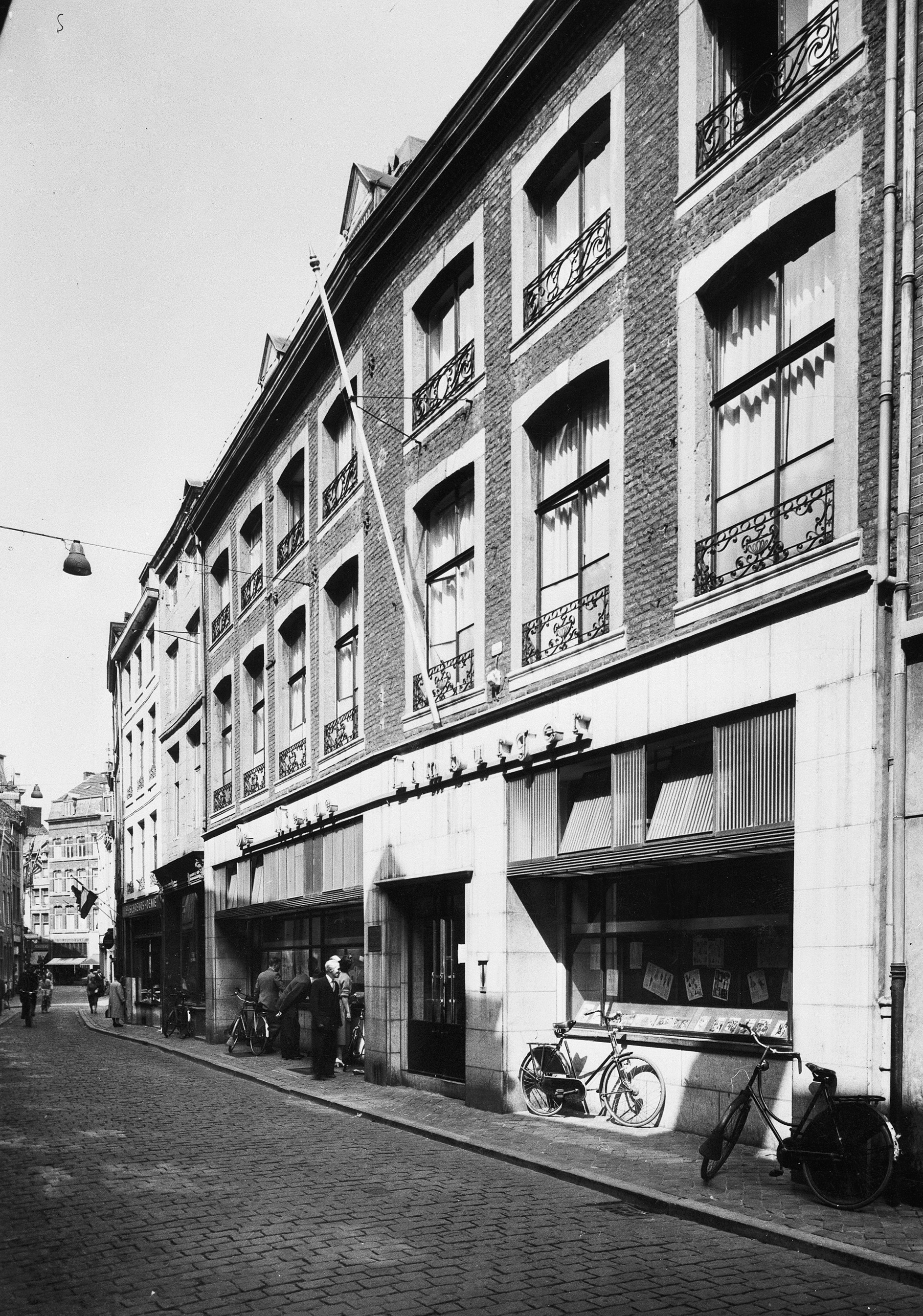
Bedrijfspand De Nieuwe Limburger, 1957
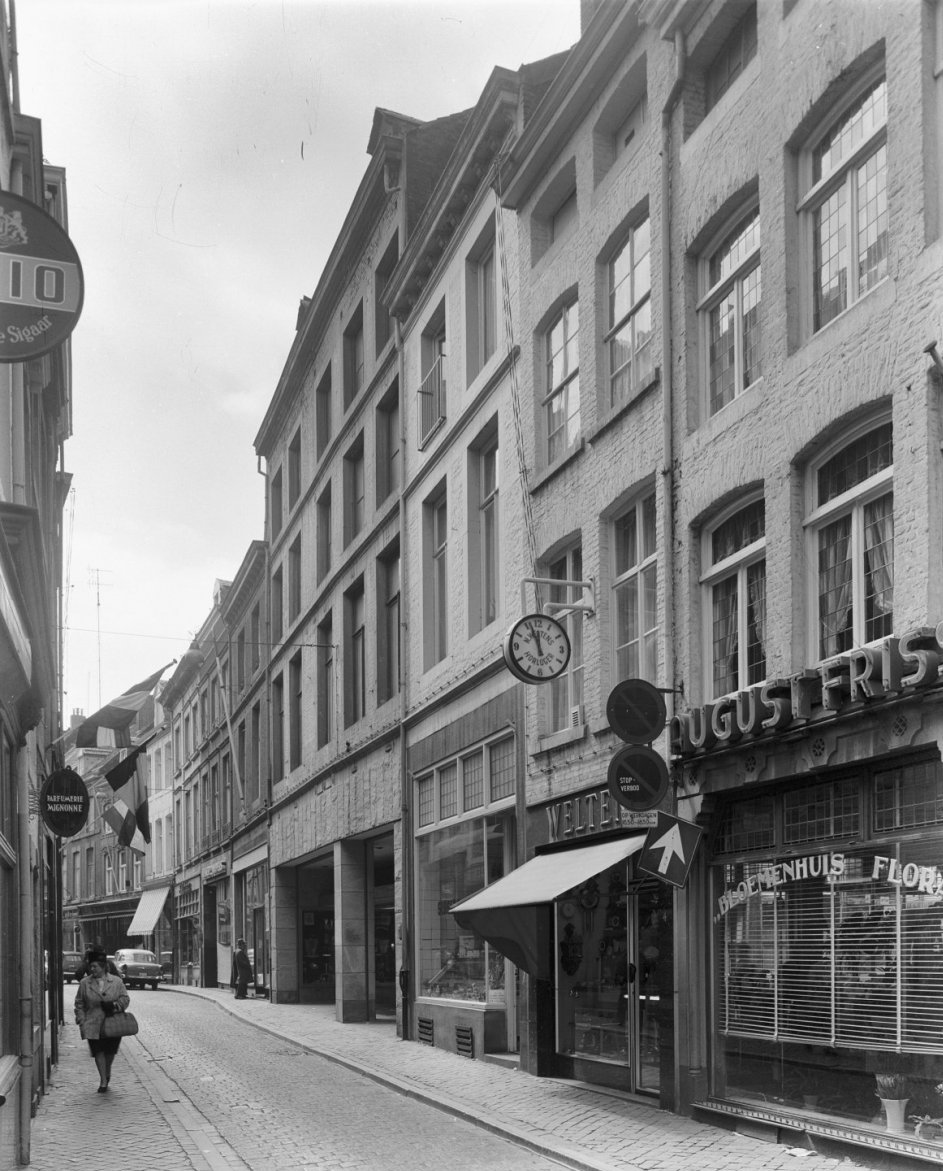
Straatbeeld in 1962
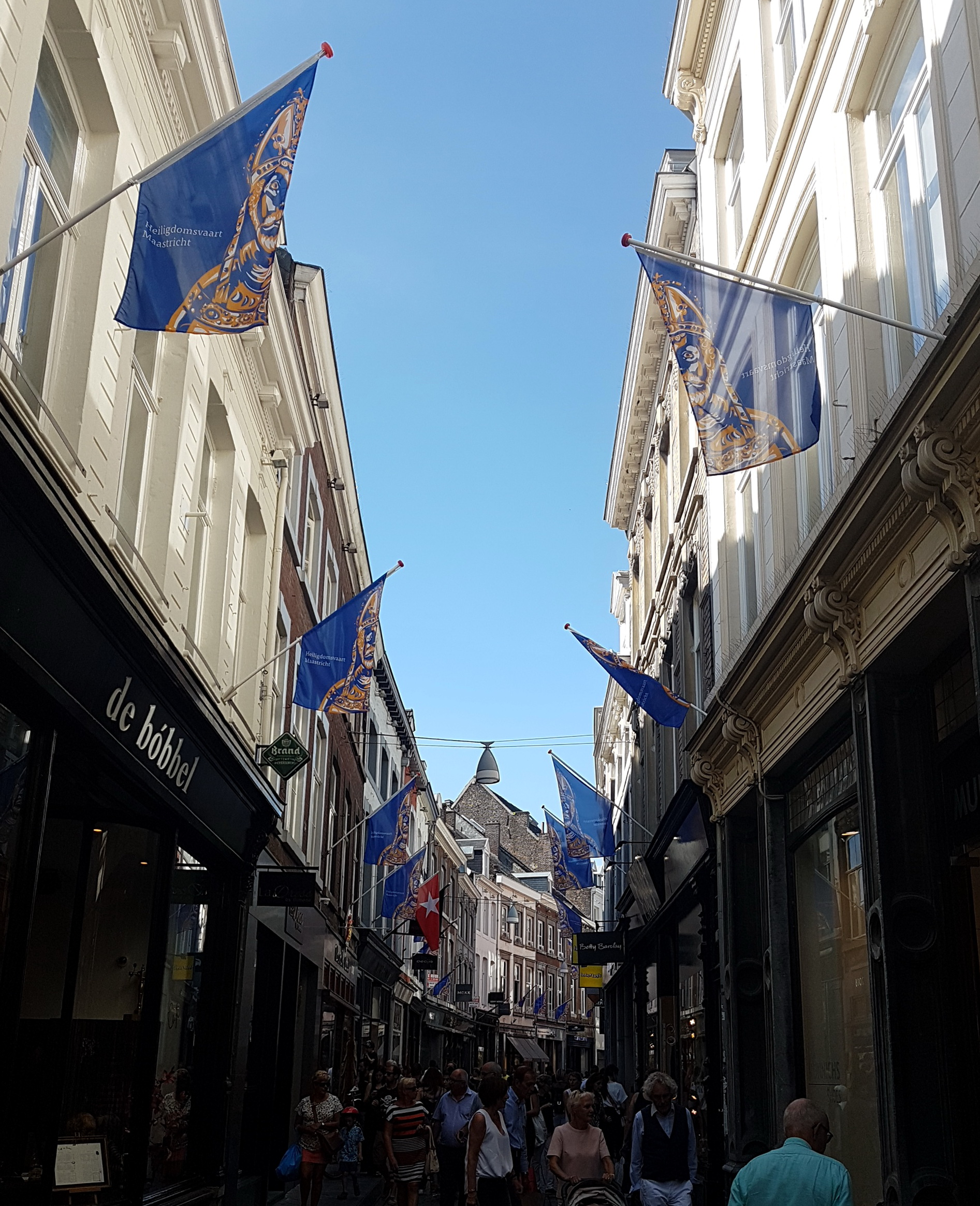
Straatbeeld met vlaggen Heiligdomsvaart, 2018

## Bezienswaardigheden

### Rijksmonumenten

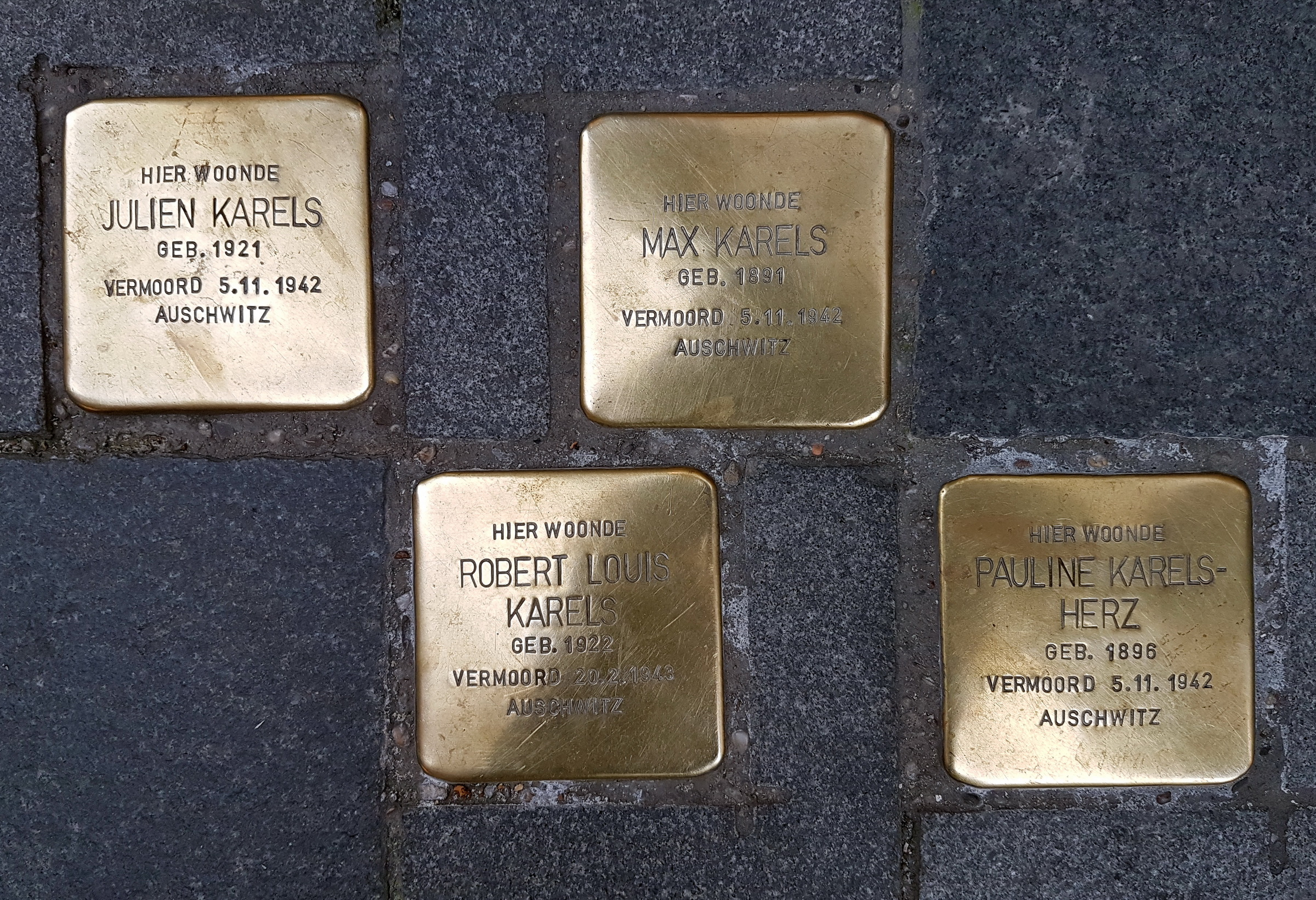
Stolpersteine familie Karels, Wolfstraat 12

De Wolfstraat ligt binnen het beschermd stadsgezicht van Maastricht. In de straat liggen 21 rijksmonumenten. De meeste panden, ook de rijksmonumenten, hebben gemoderniseerde winkelpuien. Daarboven zijn 17e-, 18e- en 19e-eeuwse gevels te herkennen, vaak met vensteromlijstingen van blauwe hardsteen. De vroeg-18e-eeuwse gevel van Wolfstraat 9 is geheel van Naamse steen, met horizontale en verticale reliëfbanden en panelen onder de vensters op de tweede etage met gebeeldhouwde rozetten, vruchten en gekruiste palmtakken. Een rijkgebeeldhouwde laat-18e-eeuwse gevel is te vinden op nr. 18.

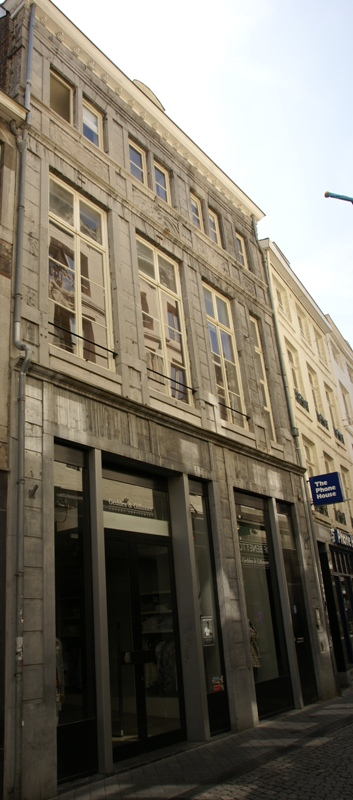
Wolfstraat 9
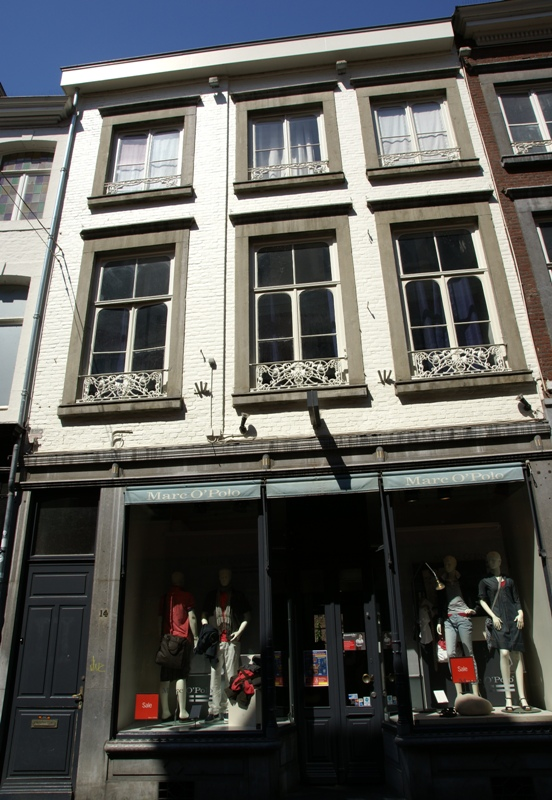
Wolfstraat 14
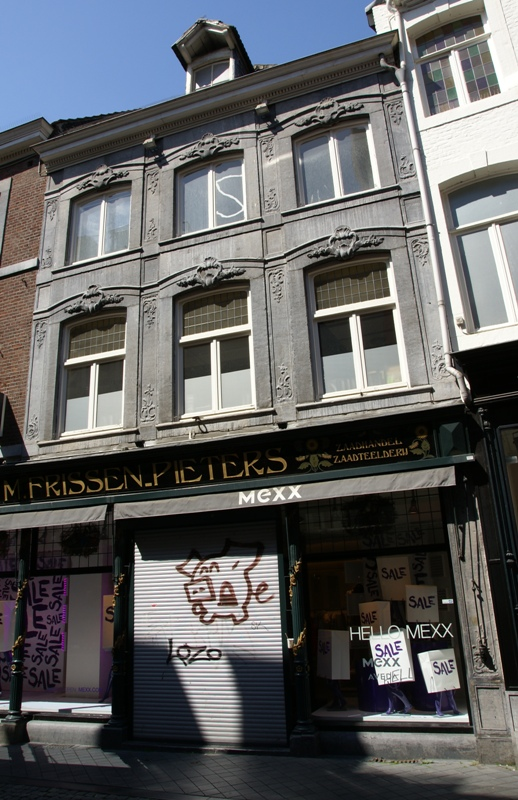
Wolfstraat 18
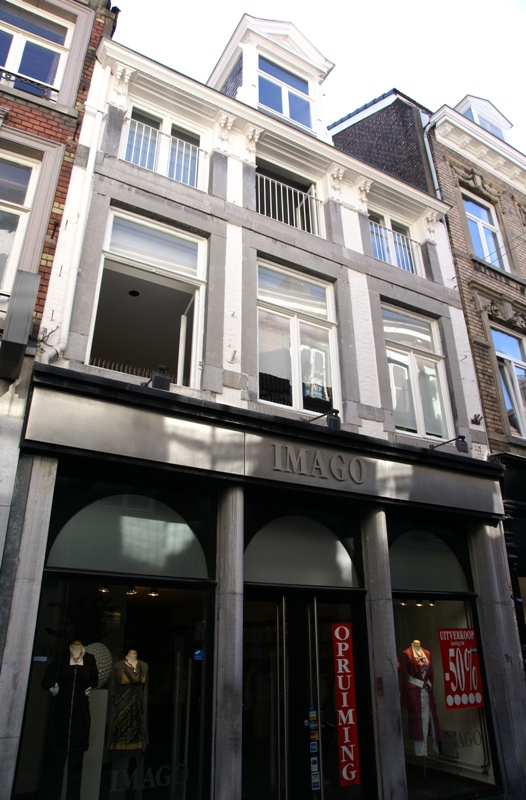
Wolfstraat 33

### Stolpersteine
In de Wolfstraat bevinden zich zeven Stolpersteine (struikelsteentjes). Op nummer 12 was in 1942 de manufacturenwinkel van Max Karels gevestigd. Het joodse gezin Karels woonde boven de winkel. In oktober 1942 werden ze opgepakt en naar Auschwitz getransporteerd, waar ze alle vier omkwamen. Op nr. 6 woonden in 1944 de broers Giel en Matthieu Ummels, die beiden actief waren in het Maastrichtse verzet en samenwerkten met hun buurman van nr. 8, Edmond Houtappel. Alle drie werden in 1944 verraden en stierven in concentratiekampen. In de straat zijn geen historische gevelstenen bewaard gebleven, wel enkele oude opschriften (nrs. 12 en 37).

## Trivia

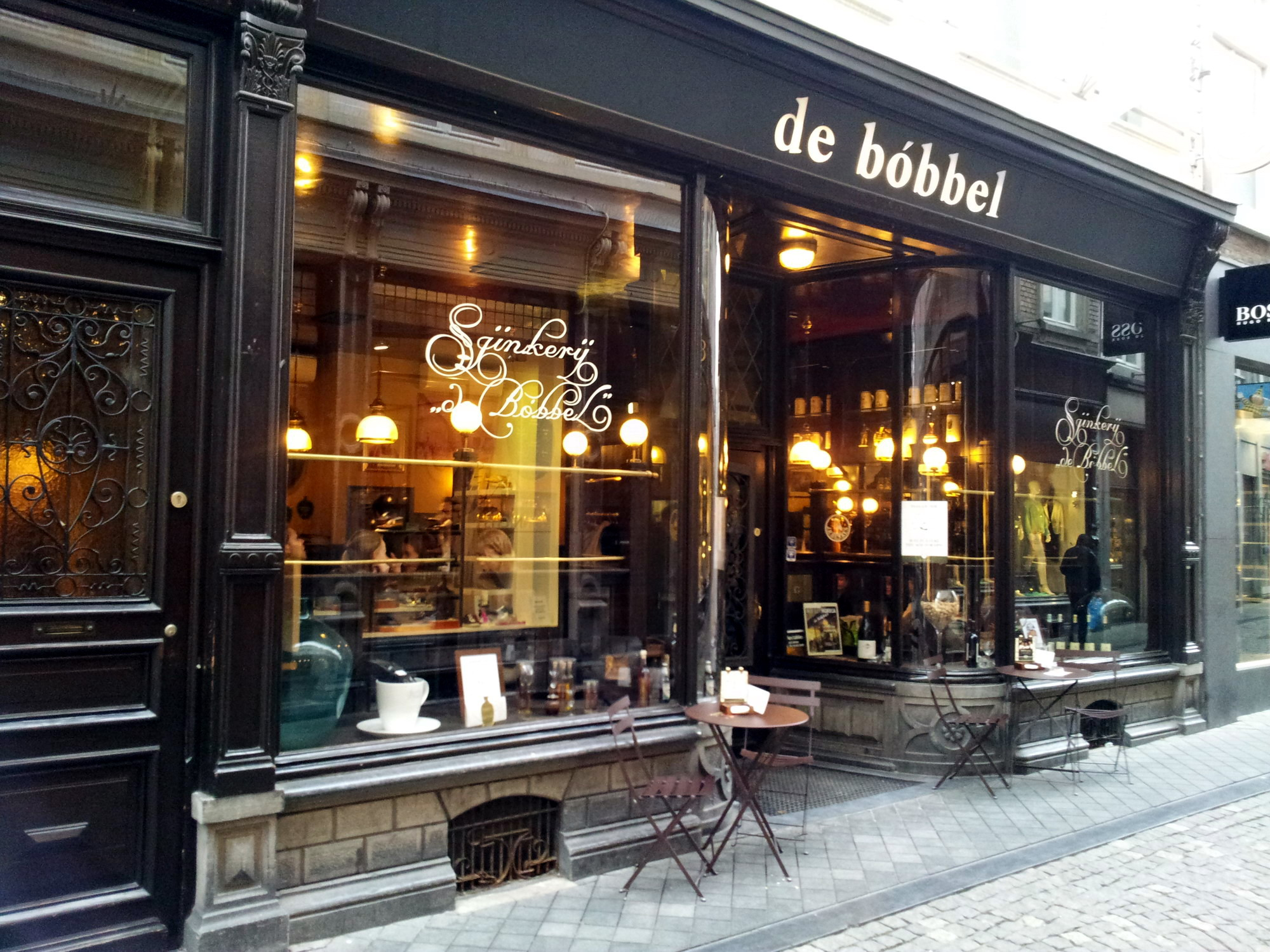
'Sjinkerij' De Bóbbel

- De bekende cellist Alexander Batta werd in 1816 in de Wolfstraat geboren. Het pand, Wolfstraat 3, werd omstreeks 1960 gesloopt.
- Een van de oudste, nog bestaande zaken in de Wolfstraat is Maison Blanche Dael, op 17 april 1878 door Guiliaume Dael geopend in het pand Wolfstraat 28. De winkel verkocht aanvankelijk zeep, olie, conserven, lucifers, petroleum, biscuits en andere 'luxe' artikelen. In 1905 werd hier een koffiebranderij aan toegevoegd. In de loop der jaren is het assortiment steeds meer geconcentreerd op vers gebrande koffie en thee.
- De Limburger Koerier, die vanaf 1901 in de Wolfstraat werd gedrukt, was een conservatieve krant die in de volksmond "de leugeneer" werd genoemd. Onder hoofdredacteur Van den Broeck (1931-44) vertoonde de krant fascistische tendenzen. Tijdens de Duitse bezetting was de krant pro-Duits. De bevrijding van Maastricht betekende het einde van de krant.[9]
- Café De Bóbbel werd in 2009 door horecavakblad Misset Horeca genoemd als een van de tien beste cafés van Nederland.[10]